# アベス駅

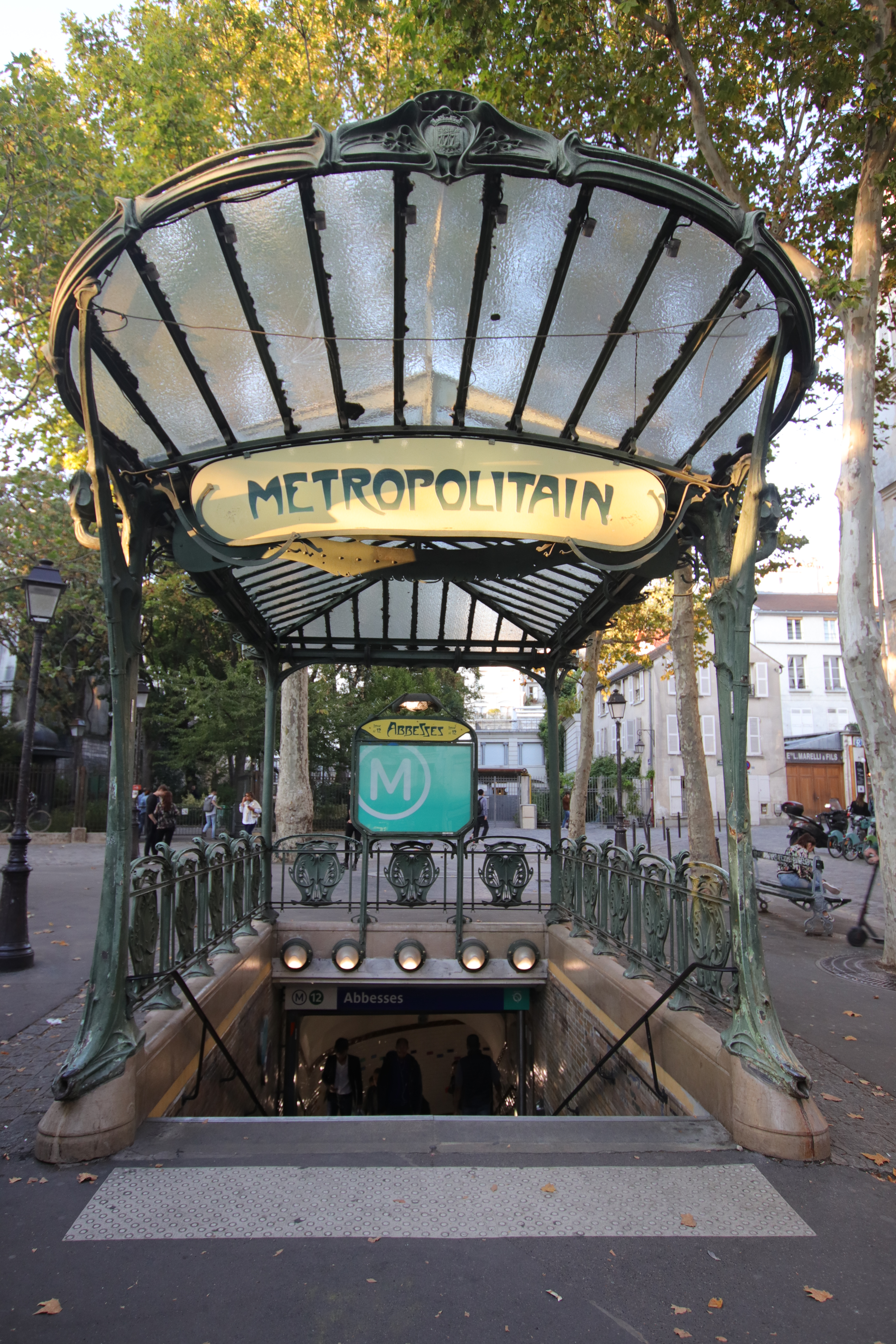
駅入り口

アベス駅 (アベスえき、仏：Abbesses)は、フランス・パリの18区にあるメトロ12号線 (地下鉄) の駅。

## 概要
アベス駅は、パリの地下鉄メトロ12号線の駅。パリ北部の18区南西部にあり、モンマルトルの丘南側のアベス広場に位置している。モンマルトルの丘に登る際にケーブルカー（フニクレール）を使う場合、アベス駅は最寄の駅となっている。
エクトル・ギマールのデザインによるアール・ヌーヴォー様式の地上入り口が現存していることでも知られる。
1912年10月31日、12号線の駅として開業した。駅名は、駅のあるアベス広場にちなんで名付けられた。

## 利用可能な鉄道路線
- メトロ
  - 12号線

## 駅周辺
- アベス劇場 （Théâtre des Abbesses）
- エスパス・ダリ (Espace Dalí)
- サクレ・クール寺院 (Basilique du Sacré-Cœur)
- サン＝ジャン＝ド＝モンマルトル教会 （Église Saint-Jean-de-Montmartre）
- サン＝ピエール・ド・モンマルトル教会 （Église Saint-Pierre de Montmartre）
- 洗濯船跡 (バトー＝ラヴォワール、Bateau-Lavoir) - モディリアーニ、ピカソらの画家達が暮らした安アパート兼アトリエの跡。
- テルトル広場 (Place du Tertre)
- ムーラン・ド・ラ・ギャレット (Moulin de la Galette)  - モンマルトルにある風車。ルノワールやゴッホらの絵の題材となった [1]。
- ムーラン・ラデ （Moulin Radet） - ムーラン・ド・ラ・ギャレットとともに、モンマルトルに現存する2つの風車のうちのひとつ。

## 隣の駅
パリメトロ
■12号線
ラマルク＝コランクール駅（Lamarck - Caulaincourt ） - アベス駅 - ピガール駅（Pigalle）